# Marais des basses vallées de l'Essonne et de la Juine
Les marais des basses vallées de l'Essonne et de la Juine forment une zone humide qui s'étend sur environ 946 ha, le long des rivières Juine et Essonne, dans le département de l'Essonne, en France. Les marais sont protégés par plusieurs aires protégées qui se superposent en grande partie : Deux sites Natura 2000, au titre des directives Oiseaux et Habitats, faune, flore, deux arrêtés de protection de biotope et espaces naturels sensibles, un secteur de 510 ha est inscrit sur la liste verte de l'UICN.
Ils peuvent être séparés en deux secteurs :
- le marais d'Itteville, le long de la Juine et
- les marais de Misery et Fontenay-le-Vicomte, de part et d'autre de l'Essonne.

## Géographie

### Localisation générale
Les Marais des basses vallées de l'Essonne et de la Juine sont situés dans le département de l'Essonne, dans la région Île-de-France à la limite sud de l'aire urbaine de Paris.

### Hydrographie
L'Essonne est un affluent en rive gauche de la Seine, et la Juine est un affluent de l'Essonne en rive gauche.
La Juine en provenance de l'ouest bifurque vers le nord en un large méandre et forme un marais au nord-ouest du bourg d'Itteville  avant de poursuivre son cours vers le nord puis l'Est et de rejoindre l'Essonne.
L'Essonne est bordée par une série d'étangs et de marais avant de traverser la commune de Corbeil-Essonne et d'y rejoindre la Seine.

### Marais d'Itteville
Le marais d'Itteville est une zone humide de 80 ha, situé sur la commune d'Itteville. Les terrains sont protégés par l'APPB "Grand marais" et un site Natura 2000.

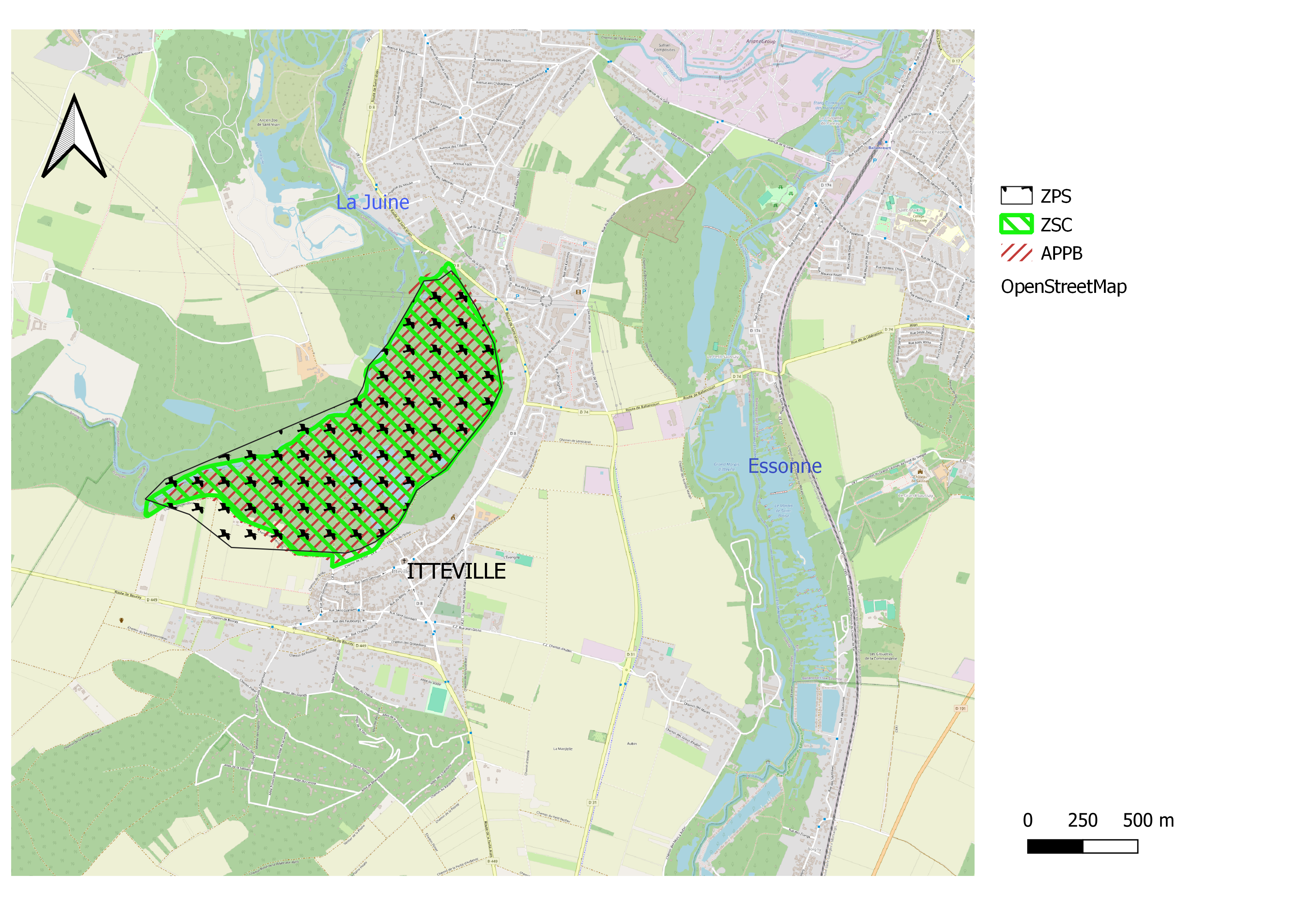
Carte de l'arrêté préfectoral grand Marais, et des sites Natura 2000 dans le secteur du Marais d'Itteville le long de la Juine, dans le département de l'Essonne.

### Marais de Misery et de Fontenay-le-Vicomte
Les marais de Misery (rive gauche) et de Fontenay-le-Vicomte (rive droite) forment un ensemble d'étangs et de zones humides d'environ 440 ha le long de l'Essonne. Ils sont situés directement en amont du domaine de Montauger. La majorité du foncier est la propriété du conseil départemental de l'Essonne et classé espace naturel sensible. Au dessus du marais de Fontenay, topographiquement, se trouve le parc municipal et le bourg de Fontenay-le-Vicomte et plus à l'est le parc de Villeroy et le bourg de Mennecy, les parcs sont séparés du marais par une voie ferrée. Sur la rive nord, les marais de Misery sont surplombés par le bourg d'Echarcon, et le site Natura 2000 est limité par un chemin de randonné qui le sépare des parcelles cultivées. Au sud-ouest d'autres étangs bordent l'Essonne, ils ont une vocation de loisirs (pêche, promenade ...) et servent de lieu de barbecue et de fêtes (souvent bruyantes).

## Nature

### Habitats
Le site accueille 10 habitats d'intérêt communautaire.
La forêt alluviale est largement touchée par la chalarose du frêne.

### Faune
Parmi les espèces qui ont justifiées la création des sites Natura 2000, on trouve :

Pour les oiseaux :
- le Balbuzard pêcheur, les basses vallées de l'Essonne étant le seul site en Île-de-France où niche cette espèce ;
- le Blongios nain ;
- le Butor étoilé, l'espèce ne niche (probablement) plus en Île-de-France depuis le début des années 2000, mais des individus continuent à être observés en hiver ;
- le Pic noir ;
- le Martin pêcheur ;
- la Sterne pierregarin qui niche sur un radeau mis en place à cet effet sur l'étang aux moines ;
- le Milan noir connu pour nicher sur le site depuis 2018, 4 nids ont été recensés en 2019 ;
- la Bondrée apivore, bien que sa nidification soit rarement attestée avec certitude, elle reste possible.
- le Busard des roseaux ne niche plus sur le site depuis les années 1990, et reste très rare en Île-de-France.

Pour les chiroptères :
Le site est un terrain de chasse connu pour deux espèces de murins : le Murin à oreilles échancrées et le Murin de Bechstein.
Pour les poissons :
- la Loche de rivière ;
- la Bouvière ;
- le Brochet qui ne fait pas partie des espèces d'intérêt communautaires est également bien présent et trouve sur le site des frayères.

Pour les invertébrés :
- 2 espèces de Vertigo (petits escargots) pour lesquelles le manque de connaissance générale ne permet pas de d'estimer l'importance de la donnée.
- la Lucane cerf-volant et l'écaille chinée, 2 insectes courants en France.

## Gestion

### Aires protégées
Les marais des basses vallées de l'Essonne et de la Juine ont rejoint la liste verte de l'UICN en 2014.
Deux sites Natura 2000 se superposent dans leur plus grande partie, sans que ce soit en totalité :
- la zone de protection spéciale (directive Oiseaux) FR1110102, sur 522 ha, créé le 30 avril 1996,
- la zone spéciale de conservation (directive Habitats) FR1100805, occupant 397 ha, dont la proposition de classement SIC a été transmise en avril 2002.

Les deux zones Natura 2000 sont découpées en deux secteurs, comme décrit plus haut.
Deux arrêtés de protection de biotope :
- "Grand Marais", signé le 5 septembre 1989, sur une surface non précisée[3] ;
- "Marais de Fontenay-le-Vicomte", signé le 19 septembre 1994, couvrant 280 ha[4].